# Small Clone

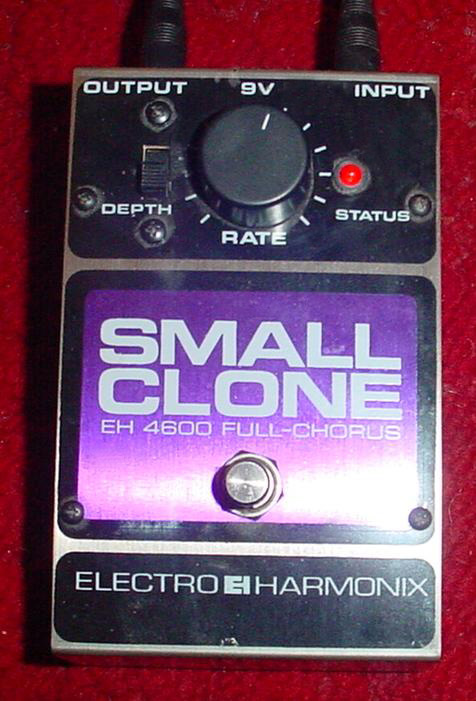
Pedal Electro Harmonix Small Clone Chorus.

El Small Clone es un pedal de efecto coro (dentro de la categoría correspondiente a pedales de modulación) del fabricante Electro-Harmonix. El Small Clone es un coro perteneciente a la década de los años 70, con lo cual, es un pedal clásico o vintage, de los primeros pedales de coro que había por aquella época. Alcanzó gran fama en los años 90, cuando Kurt Cobain lo popularizó en la grabación del disco Nevermind, concretamente, se puede escuchar claramente este efecto en la intro de Come As You Are y mezclado junto con las distorsiones elegidas por Kurt como fueron el Boss DS-1 y el Big Muff de Electro-Harmonix en casi cualquier tema del disco Nevermind. Actualmente el pedal se fabrica reeditado por Electro Harmonix.

## Historia
El Small Clone apareció hacia finales de los años 70, como demanda a este tipo de efecto que estaba alcanzando cierta popularidad entre otros efectos que ya existían. Si el sonido Chorus se asocia a la década de los años 80, el Small Clone es uno de los que mejor define este tipo de sonido. Entre otros pedales de efecto coro similares de la época, se pueden encontrar los veteranos Roland BOSS CE-1, BOSS CE-2 y BOSS CE-3 o el Clone Theory de Electro-Harmonix (este ya más avanzado que el Small Clone, pero con otro matiz diferente). Cabe mencionar, que actualmente, Electro-Harmonix, fabrica una reedición del Small Clone, mejorada estéticamente y supuestamente internamente, lo que no influye a que el sonido haya empeorado, al revés, sigue presente esa matiz que define el sonido característico de este pedal.

## Construcción y Funciones
Externamente, el Small Clone tiene la carcasa de metal con un selector para seleccionar el tipo de coro, el pulsador para activar y desactivar el efecto y la perilla para controlar el Rate o profundidad del coro. Dispone como todo pedal de efecto de la entrada y la salida para poder conectarlo a cadena (guitarra-efectos-amplificador).
Internamente el Small clone tiene circuito analógico, por ello el sonido es más "cálido y profundo" que en los coro de circuito Digital. Además, el Small Clone tiene dos modos de Chorus, el primer modo que es el convencional y el segundo modo, en el cual, el Small Clone toma un sonido más acuoso y profundo.